# Ḩoseynābād-e Zard Kamar
Ḩoseynābād-e Zard Kamar (persiska: حُسِينابادِ كَمَرزَرد, حُسِين آباد, حسين آباد زرد كمر, Ḩoseynābād-e Kamarzard) är en ort i Iran.   Den ligger i provinsen Kurdistan, i den nordvästra delen av landet, 400 km väster om huvudstaden Teheran. Ḩoseynābād-e Zard Kamar ligger 1 623 meter över havet och antalet invånare är 131.
Terrängen runt Ḩoseynābād-e Zard Kamar är kuperad åt sydost, men åt nordväst är den platt. Ḩoseynābād-e Zard Kamar ligger nere i en dal som går i öst-västlig riktning.Runt Ḩoseynābād-e Zard Kamar är det ganska glesbefolkat, med 23 invånare per kvadratkilometer. Närmaste större samhälle är Bījār, 18,9 km sydost om Ḩoseynābād-e Zard Kamar. Trakten runt Ḩoseynābād-e Zard Kamar består i huvudsak av gräsmarker.